# Sergej Jakovlev (attore)
Sergej Jakovlev (Kurgan, 4 agosto 1925 – Mosca, 1º gennaio 1996) è stato un attore sovietico.

## Filmografia parziale

### Attore
- Dolgij put' (1956)
- Il comunista (1957)
- Kočubej (1958)

## Premi
- Artista onorato della RSFSR
- Artista popolare della RSFSR
- Medaglia per il coraggio
- Ordine della Gloria
- Ordine della Guerra patriottica